# Valencia de Don Juan (kommun)
Valencia de Don Juan är en kommun i Spanien.   Den ligger i provinsen Provincia de León och regionen Kastilien och Leon, i den norra delen av landet, 250 km nordväst om huvudstaden Madrid. Antalet invånare är 5 184.